# Ökenspringråttor
Ökenspringråttor (Jaculus) är ett släkte i familjen springråttor som förekommer i norra Afrika och västra Asien. Trots namnet förekommer de inte endast i öknar men de föredrar torra områden. Habitatet utgörs till exempel av sten- och sandöknar, saltöknar, klippiga dalgångar i bergstrakter och odlade regioner.

## Utseende
Arterna är med en kroppslängd (huvud och bål) mellan 9,5 och 16 cm medelstora medlemmar av familjen. På bakfötterna har de tre tår som omsluts av styva hår. Svanslängden motsvarar med 12,8 till 25 cm ungefär 150 % av övriga kroppens längd. Vid svansens slut finns en svartvit tofs. Öronen är jämförda med öronen hos andra springråttor små. De översta framtänderna är vita och har en skåra. Tandformeln är 1/1, 0/0, 0/0, 3/3. Pälsen på ovansidan varierar mellan blekt eller mörkt sandfärgad och gulbrun. Buken har en vitaktig färg.

## Systematik och utbredning
Vanligen skiljs mellan fyra arter.
- Ökenspringråtta (Jaculus jaculus) förekommer från Marocko och Senegal till sydvästra Iran och Somalia.
- Jaculus blanfordi hittas från Iran över Afghanistan till sydvästra Pakistan.
- Jaculus orientalis påträffas från Marocko till södra Israel.
- Jaculus turcmenicus lever i Kazakstan och Uzbekistan.

En femte art, Eremodipus lichtensteini, räknas vanligen till ett eget släkte. Wilson & Reeder (2005) kategoriserar turcmenicus som underart av J. blanfordi.

## Ekologi
Liksom alla andra springråttor är de aktiva på natten. På dagen vilar de i underjordiska tunnelsystem som delvis kan vara belägna två meter under markytan. Sovkammaren är delvis fylld med kamelhår eller växtdelar. Ungarna föds och vårdas i sovkammaren. Bon som tillhör arten Jaculus orientalis har dessutom ett förrådsrum.
Med sina kraftiga bakben kan ökenspringråttor hoppa upp till en meter högt och flera meter långt. När de letar efter föda vandrar de upp till 14 km per tillfälle. Födan utgörs av rötter, frön och andra växtdelar. Vätskebehovet täcks helt genom födan.
I störste delen av utbredningsområdet är ökenspringråttor aktiva året runt och de syns där även under kalla nätter. I några avhandlingar påstås att individer som lever i Israel och Marocko går i vinterdvala men uppgiften är omstridd. Mera troligt är att de under kalla perioder eller vid födobrist går in i ett stelt tillstånd (torpor). På så sätt sparar de energi. Individer av Jaculus jaculus lever utanför parningstiden ensamma medan medlemmar av andra arter bildar små grupper.
Ökenspringråttor i fångenskap kan få upp till fyra kullar per år. Efter 25 till 40 dagars dräktighet föds 2 till 10 ungar per kull. Individer under uppsikt av människor har blivit upp till sex år gamla.

## Ökenspringråttor och människor
Ibland hölls ökenspringråttor som sällskapsdjur. Huruvida det är lämpligt är emellertid omstritt, på grund av arternas nattaktiva levnadssätt och stora rörelsebehov.
Arten Jaculus orientalis betraktas i några nordafrikanska regioner som skadedjur eftersom den kan äta spannmål. Vissa beduiner fångar ökenspringråttor för köttets skull. Trots jakten betraktas alla arter av IUCN som livskraftiga (LC).